# Biban galben
Bibanul galben (Perca flavescens) este o specie de biban originară din Statele Unite și Canada, unde poartă numele dedoar biban. 
Bibanul galben este similar bibanului european, dar spre deosebire de aceștia, sunt mai galbeni, cu mai puțin roșu pe branhiile înotătoare. Pe laterale sunt prezente 6-8 dungi verticale închise la culoare.
Bibanii galbeni variază mult fizic, dar adulții sunt în medie au în lungime aproximativ 10-25,5 de cm și cântăresc aproximativ 150 g. Bibanii pot trăi până la vârsta de 11 ani, iar cei mai în vârstă sunt de obicei mai mari decât media; lumgimea maximă înregistrată fiind de 53,3 cm, iar cel mai greu biban a avut 1,91 kg.
Bibanii ating maturitatea sexuală între unu și trei ani în cazul masculilor și între doi și trei ani în cazul femelelor. Depunerea icrelor are loc la sfârșitul lunii aprilie și începutul lunii mai,aceștia depunând între 5000 și 100000 de ouă printre alge sau ramurile copacilor care au devenit imerși. După fertilizare, puii eclozează între 11 și 27 de zile, în funcție de temperatură și de alte condiții meteorologice.
Bibanii galbeni sunt pești cu o aromă foarte fină, ceea ce a dus la utilizarea greșită a numelui lor în industria restaurantelor. Cu toatre că, în meniuri se specifică uneori "Biban", se servesc alte specii, de obicei din familia Centrarchidae.

## Pescuit
Cea mai bună perioadă pentru pescuitul bibanilor este între lunile iunie și noiembrie în regiunile mai reci, deși pot fi găsiți tot timpul anului. Sunt întâlniți frecvent în locuri stâncoase cu paturi de alge sau porțiuni de râuri umbrite.